# Bouvard et Pécuchet (téléfilm)
Pour les articles homonymes, voir Bouvard et Bouvard et Pécuchet.
Bouvard et Pécuchet est une adaptation télévisuelle du roman Bouvard et Pécuchet, en deux parties, réalisée par Jean-Daniel Verhaeghe, diffusée les 17 et 18 septembre 1990.
Très proche du texte de Gustave Flaubert, cette fiction a reçu le 7 d'or de la meilleure fiction, en 1991.

## Fiche technique
- Réalisation : Jean-Daniel Verhaeghe
- Scénario : Jean-Claude Carrière, d'après le roman de Gustave Flaubert
- Production : Philippe Allaire et Jacqueline Finas / FR3
- Photographie : Gérard Vigneron et Marc Quilici
- Musique : Michel Portal
- Durée de la première partie : 77 minutes
- Durée de la seconde partie : 87 minutes

## Distribution
- Jean-Pierre Marielle : François Bouvard
- Jean Carmet : Juste Pécuchet
- Pierre Étaix : Maître Tardivel
- Catherine Ferran : Madame Bordin
- Yvan Dautin : Gorju
- Laure Duthilleul : Mélie
- Andrée Tainsy : Germaine
- Pierre Forest : Le curé
- Marc Fayolle : Foureau
- François Dyrek : M. Vaucorbeil
- Sylvaine Charlet : Mme Vaucorbeil
- Jean Périmony : M. Marescot
- Anne-Marie Franques : Mme Marescot
- Laurence Mercier : Mme Castillon
- Jean de Coninck : M. Faverges
- Pascal Elso : Instituteur
- Philippe Marchand : Beljambe
- Paul Richardot : Langlois
- Jean-Marie Richier : Le cocher
- Antoine Weil : Le copiste
- Marie-Claude Legrelle : Une paysanne
- Roger Vrigny : Un paysan
- Michel Flaesch
- Jean-Claude Carrière : le narrateur